# Iryna Zahladko
Iryna Zahladko (* 7. ledna 1986, Luck) je ukrajinská básnířka, překladatelka a performerka. Od roku 2019 žije v Praze. Zahladko vystudovala teoretickou fyziku. Živí se jako programátorka, za svou hlavní práci nicméně považuje literaturu.
V ukrajinštině vydala básnické sbírky Sobače oko (Psí oko, 2015) a Lement i lehit (Lamentace a našeptávání, 2018). V češtině vydala básnické sbírky Tváření (2023) a Jak se líčit v nemoci (2024). Ve sbírce Jak se líčit v nemoci zpracovává témata války na Ukrajině a vlastního onemocnění rakovinou.
V roce 2017 získala nejvýznamnější ukrajinskou literární cenu pro mladé spisovatele – Smoloskyp. V roce 2025 získala za sbírku Jak se líčit v nemoci Cenu literární kritiky za poezii.